# Ford Five Hundred
De Ford Five Hundred was een grote sedan in het hogere middenklasse-segment die van 2004 tot 2007 werd geproduceerd. Het model had een 3 liter-V6 Duratec-motor van 203 pk.
De Ford Five Hundred was alleen in Noord-Amerika beschikbaar. Hij werd in de uitvoeringen SE, SEL en Limited verkocht. Vierwielaandrijving, gedeeld met de Volvo S80 en Volvo XC90, was beschikbaar in alle uitvoeringen. Het model werd ook in een iets luxere uitvoering verkocht als de derde generatie Mercury Montego.
De Five Hundred was geen commercieel succes gezien de lage verkoopcijfers en korte levensduur:
- 2004:  14.106 (plus 2974 als Mercury Montego)
- 2005: 107.392 (plus 27.007 als Mercury Montego)
- 2006:  84.218 (plus 22.332 als Mercury Montego)
- 2007:  35.164 (plus 10.755 als Mercury Montego)

In 2007 kreeg het model een facelift en verkocht als de vijfde generatie Ford Taurus en Mercury Sable.